# آنجلو بارلتا
آنجلو بارلتا (انگلیسی: Angelo Barletta؛ زادهٔ ۱۱ فوریهٔ ۱۹۷۷) بازیکن فوتبال اهل آلمان است.
از باشگاه‌هایی که در آن بازی کرده‌است می‌توان به باشگاه فوتبال کیکرز اوفنباخ، باشگاه فوتبال اسنابروک، باشگاه فوتبال اف‌اس‌وی فرانکفورت، باشگاه فوتبال قوت-وایس ارفورت، و اشپورت فقاند زیگن اشاره کرد.